# Vámospércs
Vámospércs (hongrois : Vámospércs [ˈvaːmoʃpeːɾtʃ]) est une localité hongroise, ayant le rang de ville dans le comitat de Hajdú-Bihar.

## Relations internationales

### Jumelages
- Valea lui Mihai (Roumanie)
- Koronowo (Pologne)
- Nușfalău (Roumanie)